# La Tourette-Cabardès
La Tourette-Cabardès é uma comuna francesa na região administrativa de Occitânia, no departamento de Aude. Estende-se por uma área de 5,03 km². Em 2010 a comuna tinha 26 habitantes (densidade: 5,2 hab./km²).